# 恆春鴨腱藤
恆春鴨腱藤（学名：Entada phaseoloides）为豆科榼藤屬下的一个种。